# Agonum dolens
Agonum dolens — вид жужелиц из подсемейства Platyninae. Обычны в Восточной Европе и Центральной Азии.

## Описание
Жук длиной от 7 до 8 мм. Тело бронзовое или чёрно-бронзовое, низ чёрный, ноги буро-красные. Третий промежуток надкрылий с тремя, редко с четырьмя порами. Широкий, переднеспинка поперечная.

## Экология
Живут по берегам.